# 214475 Chrisbayus
214475 Chrisbayus è un asteroide della fascia principale. Scoperto nel 2005, presenta un'orbita caratterizzata da un semiasse maggiore pari a 3,0396035 au e da un'eccentricità di 0,1448264, inclinata di 11,11277° rispetto all'eclittica.
L'asteroide è dedicato all'astronomo amatoriale statunitense Chris Bayus.